# Ara Bungkok
Ara Bungkok is een bestuurslaag in het regentschap Pidie van de provincie Atjeh, Indonesië. Ara Bungkok telt 203 inwoners (volkstelling 2010).